# Anthony Deku
Anthony K. Deku (* 13. Juni 1923 in Yapei; † 29. Mai 2015) war ein ghanaischer Politiker und hoher Polizeibeamter in Ghana.
Deku hielt den Standard VII Scholar/Advance Polive Carrer und war Kommissar der ghanaischen Polizei im Criminal Investigations Department (CID). In dieser Stellung war er an dem Putsch vom 24. Februar 1966 gegen den damaligen Präsidenten Kwame Nkrumah beteiligt.
Nach dem Putsch war Deku Mitglied des achtköpfigen National Liberation Council, das bis 1969 die Regierungsgeschäfte übernommen hatte und zu den Wahlen 1969 von der dreiköpfigen Presidential Commission abgelöst wurde, in der Deku allerdings nicht mehr Mitglied war.
Deku war im Council of State (Ghana) in Ghana politisch aktiv. Dort galten die Themen „Polizeikarriere“ und „Sicherheitsberatung“ als seine besonderen Interessen.
Deku stand 2005 auf einer Liste von Personen, die vom damaligen Präsident John Agyekum Kufuor für besondere Verdienste geehrt werden sollen. Er wurde für den Orden Order of the Star of Ghana vorgeschlagen.

## Ehrungen
Order of the Star of Ghana